# (6660) Matsumoto
(6660) Matsumoto est un astéroïde de la ceinture principale.

## Description
(6660) Matsumoto est un astéroïde de la ceinture principale. Il fut découvert le 16 janvier 1993 à Geisei par Tsutomu Seki. Il présente une orbite caractérisée par un demi-grand axe de 2,39 UA, une excentricité de 0,19 et une inclinaison de 1,6° par rapport à l'écliptique.

## Compléments